# Хелен Келер
Хелен Адамс Келер (енгл. Helen Adams Keller; Таскамбија, Алабама, САД, 27. јуна 1880 – Истон, Конектикат, 1. јуна 1968) била је америчка списатељица и педагошкиња.
Келер је прва глувонема особа у Америци која је завршила академске студије на универзитету. Као плодна ауторка, написала је 14 књига и стотине говора и есеја на теме у распону од животиња до Махатме Гандија. Келерова је водила кампању за особе са инвалидитетом, за право гласа жена, радна права и светски мир. Године 1909, придружила се Социјалистичкој партији Америке. Она је била једна од оснивачица Америчке уније за грађанске слободе.
Хеленина аутобиографија из 1903. „Прича мог живота“ је адаптирана као комад Вилијама Гибсона Чудотворац, а урађена је филмска адаптација под истим насловом. Њено родно место је означено и очувано као национална историјска знаменитост. Од 1954. оперише као кућа-музеј где се одржава годишњи „Дан Хелен Келер“.
Хелен је примљена у Дворану славних жена Алабаме 1971. Она је била једна од дванаест инаугурационо примљених особа у ту новоосновану организацију дана 8. јуна 2015. године.

## Биографија
Рођена је у месту Таскумбији у Алабами, САД 27. јуна 1880. године. Са деветнаест месеци је прележала тежак енцефалитис и тада потпуно ослепела и оглувела. Док су друга деца учила да говоре, она је живела у сопственој тишини и тами, глувонемослепа. Са седам година добила је неговатељицу, Ени Менсфилд Саливан, која је великом пожртвованошћу и стрпљивошћу постигла оно што до тада није успело Хелениним лекарима.
Хелен је у почетку била веома одбојна и неприступачна. Са Ени је живела у вртној кућици родитељског дома. Уз скоро непремостиве потешкоће, а неописивим стрпљењем, Ени је девојчицу најпре научила појединим словима додиром њених дланова својим прстима. Затим ју је научила да говори и разуме гласни говор, међусобним додиром усница и грла.
Све више је Хелен показивала своју интелектуалну надареност и жељу за стицањем знања, па је после месец дана научила двадесет једну реч, а након једне године деветсто речи у ручном алфабету. Ускоро је научила да чита Брајева слова и на тај начин писала чак и дужа писма.
Када је имала четрнаест година дотадашња обука је замењена систематском школском наставом, а са осамнаест година је примљена у редовну гимназију. Ени је ни тада није напустила, него јој је била од велике користи у њеном даљем образовању. Редовно је Хелен пратила у школу, седела поред ње за време наставе и писала јој предавања на длан. Уз такву помоћ Хелен је могла савладавати градиво и са деветнаест година уписала је књижевност и историју.
Године 1904, Хелен Келер је завршила своје студије на академском степену — највише признање за њену упорну борбу и победу. Научила је да чита на четири језика и постала истакнута списатељица. Након тога је постала инспектор америчких завода за одгој глувонемих и слепих. Објавила је неколико књига преведених и на стране језике: „Историја мог живота” (1902), „Оптимизам” (1903), „Свет и живот” (1908) и др. Тематика тих књига је њена несвакидашња судбина.
Хелен је возила бицикл, добро је јахала, пливала и једрила. Уживала је у шалама и духовитостима Марка Твена читајући га врховима прстију. И Енрико Карузо је „излио свој златни глас” на њен длан. Јаша Хајвец, виртуоз на виолини, свирао је специјално за њу, док је она прстима лагано додиривала његов инструмент.
Хелен је умрла 1968. године у 87. години, и данас се спомиње у целом свету са великим признањем и дивљењем. Цео живот је посветила помагању глувонемослепих за које је рекла да су то најусамљенији људи међу свима на свету, да су они „ти који буље у мрак у којем једино мрак буљи у њих”.